# Nicole Kidman
Nicole Mary Kidman (født 20. juni 1967) er en australsk-amerikansk Oscar-vindende skuespiller og producer, kendt for bl.a. Moulin Rouge! og HBO-serien Big Little Lies. Hun har medvirket i mere end 50 film og tv-serier, heriblandt de danske biografsucceser Portræt af en Kvinde, Moulin Rouge!, Det Gyldne Kompas, Australia og Paddington. Hun har vundet flere priser i sin karriere, bl.a. en Golden Globe for To Die For, en Oscar for The Hours og en speciel ærespris ved Cannes Film Festival i 2017. Hun er en af de højst-betalte personer i Hollywood. Omkring årtusinde-skiftet skabte hun overskrifter i dansk presse, da hun arbejdede med den kontroversielle danske instruktør Lars von Trier på filmen Dogville. Hun har endvidere arbejdet med nogle af de største instruktører i filmbranchen, heriblandt Stanley Kubrick, Sydney Pollack, George Miller, Stephen Daldry, Chan-wook Park, Werner Herzog og James Wan. Hun er desuden krediteret som solist på flere sange der har fået officiel udgivelse, hovedsageligt som led i soundtracks. Hun sang på duetten Somethin' Stupid overfor Robbie Williams, der blev et større hit.
I 2010'erne blev hun mere aktiv som producer og har været vokal om at få give chancer til kvindelige instruktører. Imellem 2015 - 2018 arbejdede hun med Jane Campion, Sofia Coppola, Andrea Arnold, Karyn Kusama og Kim Farrant, mens hun skal arbejde med danske Susanne Bier i 2019. Kidman producerede også HBO-serien Big Little Lies der indbragte hende Golden Globe og Emmy priser, både som skuespillerinde og producer.

## Karriere
I 1980'erne begyndte Kidman sin karriere i en række australske produktioner, heriblandt tv-serierne Five Mile Creek og Vietnam, samt filmene BMX Bandits og Philip Noyces thriller Døden om Bord som begge udkom i danske biografer. I 1990'erne rykkede hun karrieren til Hollywood og fik sin første amerikanske biografsucces med Tony Scotts Days of Thunder overfor Tom Cruise og modtog efterfølgende sin første Golden Globe nominering for filmen Billy Bathgate - Gangsternes Lærling, hvor hun spillede overfor Dustin Hoffman. Kidman blev gift med Cruise i december 1990 og parret oplevede stor medieovervågenhed. Kidman havde roller i My Life overfor Michael Keaton, Skinnet Bedrager med Alec Baldwin, samt Ron Howards Far and Away, igen overfor Cruise. I 1995 opnåede hun anerkendelse fra internationale filmkritikere med Gus van Sants mørke satire To Die For overfor Joaquin Phoenix. Kidman portrætterede den ambitiøse karriere-orienterede og mediebevidste vejrpige Suzanne Stone og vandt sin første Golden Globe-pris for sit arbejde. Hun var samme år aktuel i superhelte-filmen Batman Forever, som var en succes i danske biografer med et billetsalg på 135.405. Året efter var hun aktuel som hovedrolle i filmatiseringen af Henry James' roman Portræt af en Kvinde, i hvad der var starten på mange års samarbejde mellem Kidman og instruktør Jane Campion. Filmen opnåede et dansk billetsalg på 126.191 biografgængere. I 1997 var hun aktuel i Mimi Leders actionfilm The Peacemaker over George Clooney. I 1999 var hun aktuel i danske biografer som heksen Gillian Owens i komedien Practical Magic overfor Sandra Bullock.
I 1995 påbegyndte hun optagelserne til Stanley Kubricks Eyes Wide Shut. Filmen blev udgivet i 1999, efter Kubricks bortgang. Filmen markede den tredje og sidste kollaboration mellem Kidman og Cruise, som flyttede deres liv til London for at være del af filmens indspilning som varede i mere end 12 måneder. I 1998 optrådte Kidman på teatrene i London og på Broadway i Sam Mendes skuespil The Blue Room, hvortil hun blev nomineret til Laurence Olivier Award.

### 2001-2009: Internationalt gennembrud og anerkendelse
I 1999 begyndte Kidman optagelserne til den australske instruktør Baz Luhmanns musical Moulin Rouge! overfor Ewan McGregor. Kidman havde hovedrollen som cabaret-kurtisanen Satine og medvirker på filmens soundtrack. I filmen synger hun i duet med McGregor på balladen Come What May. Filmen blev indspillet i Kidmans hjemby Sydney og var åbningsfilmen ved Filmfestivalen i Cannes i 2001. Filmen var den første i Kidmans karriere som blev udgivet efter hendes skilsmisse fra Tom Cruise, der blev annonceret i februar 2001, efter 10 års ægteskab. I efteråret var hun i USA aktuel i gyseren The Others. Filmen fik dansk udgivelse i foråret 2002. Filmene bragte Kidman meget hæder og hun modtog Golden Globe nomineringer for begge præstationer, og blev anerkendt med sin første Oscar-nominering i anerkendelse af hendes skuespil i Moulin Rouge!. Hun indspillede desuden duetten Somethin’ Stupid med Robbie Williams. Sangen hittede i Danmark, hvor den opnåede en placering som #5 på den danske hitliste.
I 2002 portrætterede hun den selvmords-truede forfatter Virginia Woolf i Stephen Daldrys drama The Hours, der også havde Meryl Streep og Julianne Moore på rollelisten. Filmen blev udgivet i danske biografer i februar 2003 og modtog en positiv reception fra det danske anmelderkorps. Filmen blev vist ved Filmfestivalen i Berlin i 2003, hvor Kidman modtog yderligere hæder for hendes skuespil. Hun modtog sin tredje Golden Globe for præstationen, mens hun i marts 2003 vandt Kidman Oscar-prisen for Bedste kvindelige hovedrolle, som blev præsenteret til hende af Denzel Washington.
I 2002 påbegyndte hun samarbejdet med danske Lars Von Trier på filmen Dogville, produceret af det danske produktionsselskab Zentropa. Oprindeligt blev det annonceret at Kidman var droppet fra produktionen, på baggrund af kontrakt-problemer, hvortil producer Peter Aalbæk Jensen nåede at udsende en pressemeddelse der annoncerede at Kidman ikke længere ville deltage i projektet. Blot fem dage efter trak Jensen i land og en ny pressemeddelse offentliggjorde at hun stadig var involveret i filmen. Kidman indrømmede i 2011 at hun tog rollen efter at være imponeret af Triers film Breaking the Waves og at hun ønskede undgå ”de brede komedier” som Hollywood tilbød hende. Forud for deres kollaboration, havde Trier ikke set Kidman i andet end Ron Howards Far & Away, men skrev rollen Grace med hende i tankerne, efter han læste et interview med hende fra 1999, hvor hun udtrykte hendes interesse i at samarbejde med ham. Kidman og Trier brugte tid sammen på settet i den svenske by Trollhätten, hvor de rejste rundt i Triers autocamper og han ville stille kritiske spørgsmål til hendes syn på religion og filosofi. Dogville havde verdenspremiere ved Cannes Film Festival i 2003, hvor Kidman akkompagnerede Trier og Jensen på den røde løber. Kidman modtog en dansk Bodil-nominering for hendes præstation i filmen, men tabte til Birthe Neumann, der vandt for Lykkevej. Oprindeligt skulle Dogville være den første af en trilogi, men kun én efterfølger blev lavet; Manderlay fra 2005. Kidman genopførte dog ikke rollen som Grace og var erstattet af Bryce Dallas Howard, hvis far Ron Howard instruerede Kidman i Far and Away. Den tredje film havde arbejdstitlen Washington og Trier ønskede at både Dallas Howard og Kidman skulle spille rollen i det endelige kapitel, der dog aldrig blev lavet. Trods rapporter om uenigheder på settet, afslørede Kidman i 2012 at de havde holdt kontakten i årenes løb og at hun ønskede at de ville samarbejde på et andet projekt. Hun blev tilbudt hovedrollen i hans film Antichrist, men takkede nej, og var senere tæt på at blive en del af hans film Nymphomaniac, men trækkede fra på grund af ”scheduling conflicts”.
I 2004 var hun aktuel i danske biografer med den romantiske storfilm Tilbage til Cold Mountain overfor Jude Law, der skildrer et kærlighedsdrama under den amerikanske borgerkrig. For filmen modtog Kidman sin sjette Golden Globe nominering. Hun blev nævnt som en af de mest indtjenende skuespillere i branchen. I 2004 engagerede Karl Lagerfeld Kidman som ansigtet i en Chanel-N°5-kampagne instrueret af Baz Luhrmann. For sin korte optræden i tv-reklamen Chanel No. 5 fra Baz Luhrmann fik Kidman 7,5 millioner US-dollar. Samme år blev Kidman æret med en stjerne på æresfortovet Hollywood Walk of Fame. Dog begyndte hun også at opleve nedture i karrieren. Hun medvirkede i Jonathan Glazers psykologiske drama Birth, som floppede i USA og ikke blev udgivet i danske biografer, men fremvist ved et sær-arrangement i København. Hun medvirkede overfor Glenn Close og Bette Midler i genindspilningen af The Stepford Wives, som havde en plaget produktion. Dogville blev udgivet i USA i foråret 2004, et år efter premieren i Cannes, og modtog en blandet modtagelse, hvor amerikanske kritikere beskrev den værende anti-amerikansk. Kidman portrætterede heksen Samantha i Nora Ephrons romantiske komedie Forhekset overfor Will Ferrell. Filmen åbnede #2 på den amerikanske biografhitliste, men blev sablet ned af amerikanske anmeldere. Den fik en begrænset udgivelse i danske biografer, hvor den kun indløste 3618 solgte billetter.
Igennem 2000’erne var hun aktuel med i flere film, heriblandt Sydney Pollacks Tolken overfor Sean Penn og danske Jesper Christensen, George Millers animerede musical Happy Feet, hvori hun sang et cover af Princes dance-pop Kiss sammen med Hugh Jackman, samt Noah Baumbachs mørke komedie Margot at the Wedding, overfor Jack Black. I 2007 var hun aktuel med skurkerollen Marisa Coulter i fantasy-filmen Det Gyldne Kompas, baseret på det litterære forlæg af Philip Pullman. Filmen blev hendes største i det danske biografmarked, hvor den solgte 253.289 billetter. Hun overgik sig selv allerede året efter, hvor hun igen blev instrueret af Baz Luhrmann i filmen Australia. Filmen var et hit i Danmark og med 269.485 solgte biografbilletter udgjorde det hendes største publikumssucces i danske biografer. De danske anmeldere var splittede; Ekstra Bladet vurderede filmen to ud af seks stjerner og påpegede at den spildte sine kreative kræfter. Derimod fik filmen topkarakter fra Kristeligt Dagblad, der sagde filmen var en enestående biografoplevelse. Selv var filmen et passionsprojekt for Kidman og hun overvejede at gå på pension efter filmens udgivelse og fokusere på hendes familie.
I slutningen af årtiet trak Kidman mange negative overskrifter i pressen, især fra mandlinge journalister, der beskyldte hende for at mangle karisma i stil med lignende kvindelige Hollywood-stjerner som Julia Roberts og at hendes film var flops. I 2008 blev hun kåret som den mest overbetalte skuespiller i Hollywood. Hun var i en årrække associeret med en filmatisering af danske Lili Elbes liv i København. Filmen blev lavet i 2015, under titlen Den danske pige, dog uden Kidmans involvering.

### 2010 - 2019: Professionelle nedture og renæssance

#### 2010-2014: Tredje Oscar-nominering og underpræsterende film
Trods hendes tanker om at indstille karrieren, var hun i 2010 biografaktuel med Rob Marshalls musical Nine, der var en del af Biografklub Danmark. Hun opfører sangen Unusual Way på filmens soundtrack. I 2011 blev Rabbit Hole med Aaron Eckhart, udgivet i enkelte danske biografer. Kidman havde selv produceret projektet og hun modtog sin tredje Oscar nominering for filmen. Imellem 2011-2015 oplevede hun flere professionelle nedture. Hun modtog roser for hendes præstation i Lee Daniels gotiske noir The Paperboy, som hun også fik en Golden Globe nominering for, men filmen selv blev sablet ned af anmelderne. Det psykologiske drama Stoker med Mia Wasikowska havde premiere ved Sundance i 2013, men uenigheder mellem produktionsselskabet Fox Searchlight og instruktør Chan-wook Park førte til at mere end 30 minutters materiale blev skåret fra den endelige film. Filmen fik en lunken modtagelse af det amerikanske anmelderkorps og var ikke en succes i biograferne. Hun var medlem af Steven Spielbergs jury ved Cannes Film Festival i 2013.
Dernæst havde hun en trio af film, The Railway Man, Before I Go To Sleep begge med Colin Firth, og Grace Kelly biografien Grace of Monaco, som alle var kommercielle fiaskoer. Især den sidst-nævnte blev stærkt kritiseret ved sin åbning i Cannes Film Festival og Kidman afslørede at hun græd i sit hotelværelse på premiereaftenen, eftersom filmen modtog en stærk negativ reception. Både producerne og skuespillerinden havde håbet at filmen ville lancere hendes comeback. Hendes næste biografiske film, Queen of the Desert af den hædrede tyske instruktør Werner Herzog, fik også en kold modtagelse ved Berlin Film Festival året efter, mens Kidmans australske independent film Strangerland lignende blev køligt modtaget, efter dens premiere ved Sundance Film Festival i 2015.

#### 2015-2018: Teater-succes, biografsucces og Big Little Lies
Der ventede dog Kidman mere succes. Hun medvirkede som skurken Millicent Clyde i familiefilmen Paddington, instrueret af Paul King og produceret af Harry Potter-bagmand David Heyman. Filmen var blev positivt modtaget af både publikum og anmeldere, som gjorde den til en af de bedst anmeldte film i 2015. Herhjemme fik den også positive ord fra bl.a. Berlingske, Filmselskabet og Ekstra Bladet. I England var det årets mest indtjenende film og øgede salget af Michael Bonds bøger, samt salget af marmelade. Som led i promoveringen blev et interview mellem hende og Jimmy Fallon et viralt hit, eftersom de to gengiver et akavet stævnemøde de havde mange år tilbage. I 2015 vendte Kidman også tilbage til teatret med stykket Photograph 51, instrueret af Michael Grandage. Hendes kollega Laura Linney overtalte hende til det på settet af Genius, der også var instrueret af Grandage. Teaterstykket blev opsat ved Grandage Theater i London og Kidman modtog flere priser for hendes præstation, heriblandt London Evening Standards teaterpris. I 2015 - 2016 var hun også med i filmene Øjenes Hemmelighed overfor Julia Roberts, The Family Fang med Jason Bateman og Genius med Colin Firth og Jude Law, der alle kom og gik uden fanfare. Mere succes fik hun med rollen som Sue Brierley i adaptions-dramaet Lion overfor Dev Patel, der skildrer en familie i Tasmanien. Hun modtog sin fjerde Oscar-nominering for projektet og hendes første i kategorien Bedste Kvindelige Birolle. Filmen klarede sig godt i biografen, især i hendes hjemland Australien.
I 2017 startede HBO deres lancering af Big Little Lies, baseret på romanen Små Hvide Løgne af den australske forfatter Liane Moriarty. Kidman både var krediteret som producer og skuespillerinde, sammen med Reese Witherspoon. Serien markerede deres første kollaboration, efter de to havde ledt efter et projekt de kunne samarbejde om i årevis. Serien omhandler en gruppe mødre i den californiske rigmandsforstad Monterrey, der opnår splittelse efter beskyldninger om fysiske overfald i privatskolen. Kidman spiller Celeste Wright der udsættes for vold i hendes ægteskab. Hendes ægtemand spilles af svenske Alexander Skarsgård, hvis far, Stellan Skaarsgaard, spillede over Kidman i Dogville. Trods nogle umiddelbare skuffende seer-resultater, endte serien med et højt seerantal og gode anmeldelser, mens den vandt både en Emmy og Golden Globe for Årets Bedste Drama-serie. Kidman selv vandt også prisen for Bedste Skuespillerinde i en Dramaserie ved begge ceremonier. Hendes takketale ved Emmy-ceremonien blev rost for at kaste lys på overfald mellem ægtefolk og kærestevold, hvilket hun også skrev et essay om. Siden 2006 har hun har været Ambassadør for De Forenede Nationers program UN Women’s Say NO – UNiTE to End Violence against Women.
I 2017 havde hun fire projekter ved Cannes Film Festival, heriblandt anden sæson af Jane Campions drama Top of the Lake, overfor Elisabeth Moss og dansk-svenske David Dencik. Under festivalen modtog hun en særlig hæder for hendes dedikation til filmbranchen. I 2018 var hun aktuel som Dronning Atlanna af Atlantis i James Wans action-film Aquaman, der blev den mest indtjenende film i hendes karriere. Deadline påpegede bl.a. at Kidmans involvering var en af kilderne til filmens succes. Samme år var hun aktuel som producer og hovedrolleindehaver i dramaet Destroyer, hvortil hun modtog sin tiende Golden Globe nominering.

#### 2019 - nu
I 2019 spillede Kidman rollen som Yvonne i det amerikanske remake af den franske biografsucces De Urørlige, overfor Kevin Hart og Bryan Cranston. Filmen gik til tops på biografhitlisten i USA, men blev ikke udgivet i mange europæiske markeder, heriblandt Danmark. Dernæst vendte hun tilbage i anden sæson af Big Little Lies, der var instrueret af Andrea Arnold, mens Meryl Streep var tilføjet til rollelisten. Samme år arbejdede hun på HBO-serien The Undoing, der instrueres af danske Susanne Bier, hvor Kidman spiller overfor Hugh Grant. I USA var hun aktuel i biograffilmen The Goldfinch, baseret på bestselleren Stillidsen af Donna Tartt, hvor hun spillede overfor Ansel Elgort. Filmen var ikke en biografsucces i USA og en planlagt dansk biografpremiere blev efterfølgende droppet.
Hun medvirkede i filmen Bombshell: Opgørets Time overfor Charlize Theron, John Lithgow og Margot Robbie. Filmen skildrer den kontroversielle amerikanske TV-station FOX News i kølvandet på #MeToo-bølgen, hvor Kidman portrætterer den amerikanske journalist Gretchen Carlson. Carlson tog oprindeligt afstand til projektet. Filmen er udtaget til Biografklub Danmark og udgives i 2020.

## TV
| År   | Titel                     | Rolle          | Instruktør                | Note     |
| ---- | ------------------------- | -------------- | ------------------------- | -------- |
| 2020 | The Undoing               | Grace Sachs    | Susanne Bier              | Producer |
| 2019 | Big Little Lies - Sæson 2 | Celeste Wright | Andrea Arnold             | Producer |
| 2017 | Top of the Lake - Sæson 2 | Julia          | Jane Campion              |          |
| 2017 | Big Little Lies - Sæson 1 | Celeste Wright | Jean-Marc Vallée          | Producer |
| 1987 | Room to Move              | John Duigan    | John Duigan               |          |
| 1987 | Vietnam                   | Megan Goddard  | John Duigan, Chris Noonan |          |
| 1984 | A Country Practice        | Simone Jenkins | -                         |          |

## Diskografi
Kidman har medvirket på flere musikalske udgivelser, ofte i duetter til filmsoundtracks. Hendes arbejde med Robbie Williams nåede #5 på den danske hitliste, mens den gik #1 i England i løbet af december 2001.
| År   | Titel                               | Andre solister               | Album                            |
| ---- | ----------------------------------- | ---------------------------- | -------------------------------- |
| 2009 | Unsual Way                          | -                            | Nine - Original Soundtrack       |
| 2006 | Kiss/Heartbreak Hotel               | Hugh Jackman                 | Happy Feet - Original Soundtrack |
| 2001 | Something Stupid                    | Robbie Williams              | Swing When You're Winning        |
| 2001 | One Day I'll Fly Away               | -                            | Moulin Rouge                     |
| 2001 | Hindi Sad Diamonds                  | John Leguizamo               | Moulin Rouge                     |
| 2001 | The Pitch (Spectacular Spectacular) | Jim Broadbent, Ewan McGregor | Moulin Rouge                     |
| 2001 | Sparkling Diamonds                  | Jim Broadbent                | Moulin Rouge                     |
| 2001 | Elephant Love Medley                | Ewan McGregor                | Moulin Rouge                     |
| 2001 | Come What May                       | Ewan McGregor                | Moulin Rouge                     |

Hertil har hun flere ikke-krediterede værker som solist. Hendes dialog fra Eyes Wide Shut blevet samplet på Frank Oceans Love Crimes fra 2011. Hun leverer baggrundsvokaler på Keith Urbans Female fra 2017, men er ikke krediteret. Hun sang i filmen How To Talk to Girls at Parties, men medvirker ikke på filmens officielle soundtrack.
Hun arbejder på Ryan Murphys musical The Prom overfor Meryl Streep, som udgives i 2020. I det oprindelige stykke opfører hendes karakter sangene Zazz og Changing Lives, men det er ikke bekræftet hvorvidt Kidman medvirker på filmens soundtrack.

## Privatliv

### Barndom og ungdom
Forældrene er den australske psykolog Antony Kidman (1938–2014) og australske underviser Janelle Kidman (1940–2024). Nicole Mary Kidman blev født som den første af to børn. Søsteren er journalisten og produceren Antonia Kidman (f. 1970). Familien boede i forstaden Longueville udenfor Sydney. Kidmans forældre var aktive i kvinde og arbejderbevægelsen. Hun blev født ved Honolulu, Hawaii men familien flyttede tilbage til Sydney, Australien, da Kidman var fire år gammel. Hun er både australsk og amerikansk statsborger.

### Forhold
Fra 1990 til skilsmissen i august 2001 var Kidman gift med skuespilleren Tom Cruise. Parret adopterede to børn, Connor Cruise og Isabella Cruise. Efter skilsmissen blev de ved Cruise. Hun var i en periode forlovet med musikeren Lenny Kravitz og var stedmor til Zoë Kravitz.
I juni 2006 blev hun gift med den australske countrysanger Keith Urban. Sammen har de to døtre. Sunday Rose som hun selv har født og Faith Margaret (Nicole og Urbans biologiske datter) som en rugemor har født. De er bosat i Nashville, USA.

### Religion
Nicole Kidman er katolik og overvejede i en periode at blive nonne. Hendes to børn fra ægteskabet med Tom Cruise er del af den omdiskuterede Scientology-kirke, som Kidman selv har taget afstand fra.